# Burgscheller
Koordinaten: 50° 49′ 28″ N, 9° 23′ 27″ O
Die im Volksmund Burgscheller genannte Anlage war möglicherweise ein kleiner, burgartig befestigter Wartturm in der Gemarkung von Kleinropperhausen, einem Ortsteil der Gemeinde Ottrau im Südosten des nordhessischen Schwalm-Eder-Kreises. Heute sind keinerlei Reste der Anlage mehr erhalten, aber Ende des 19. Jahrhunderts existierten noch Teile des Mauerwerks.

## Geographie
Die Anlage befand sich auf 394 m Höhe etwa 700 m östlich von Kleinropperhausen, nördlich der Landesstraße L3158 und am Südufer der Grenff, südlich gegenüber der Lenzenmühle an der Einmündung des Otterbachs in die Grenff.

## Geschichte
Bisher sind keinerlei historische Nachrichten bekannt, die sich auf diese Anlage beziehen ließen. Die Annahme, dass sie von den Herren von Ottrau im 13. Jahrhundert erbaut wurde, um das Tal des Otterbaches abzuriegeln, an dessen Oberlauf ihre Burg Ottrau lag, kollidiert allerdings mit der deutlich früheren Datierung von Keramikfunden aus der 2. Hälfte des 9. Jahrhunderts.
Georg Landau berichtete im Jahr 1858 von einer niedrigen Erhöhung nahe der Einmündung des Otterbaches in die Grenff, auf der die Ruine eines im Volksmund „Burgscheller“ genannten Gebäudes mit fast quadratischem Grundriss von etwa 6 Meter Seitenlänge und mit 1 Meter dicken Mauern stand. Teile der Mauerreste sollen noch höher als 3 Meter gewesen sein, und eine dicke Ascheschicht wies auf die Zerstörung durch Feuer hin. Gegen Ende des 19. Jahrhunderts soll noch Mauerwerk existiert haben, das aber für einen Hausbau restlos abgebrochen wurde. Auch der mögliche Burghügel wurde wahrscheinlich in dieser Zeit abgetragen.